# Murska Sobota Gallery
Галерея «Murska Sobota Gallery» (англ. Murska Sobota Gallery; словен. Galerija Murska Sobota) — художня галерея в словенському місті Мурска-Собота, створена в 1965 році; є організатором Європейського трієнале малих скульптур. На перших виставках переважали роботи місцевих художників, потім програма була розширена і тепер включає в себе як роботи зі Словенії, так і з-за кордону.

## Історія і опис
Діяльність галереї в Мурска-Соботі почалася в період існування Соціалістичної Республіці Словенія, в 1965 році з відкриття виставкового павільйону, побудованого за проектом архітектора Франца Новака. Тодішній член виконавчої ради Руді Чачинович, виступив зі вступною заявою, в якій повідомив, що «новий виставковий простір має стати переконливим доказом того, що громади в менш розвинених регіонах [Словенії] також усвідомлюють цілісність своїх завдань: від прагнення до економічного зростання до освіти», включаючи і «прихильність громади широкій художній освіті населення та єдиної інтегрованої культури».
Таким чином, на початку своєї виставкової діяльності галереї, переважали виставки художників з найближчого регіону — потім до них приєдналися і виставки з більш широкого словенського та міжнародного мистецького простору. Ідея ж проведення міжнародної художньої виставки «Panonnia» — у виставковому павільйоні Новака — народилася в 1967 році; події було названо «Регіон Паннонія — люди Паннонії» (Panonska pokrajina — panonski človek). На виставці були представлені роботи художників з Австрії, Хорватії, Угорщини та Словенії. До 1971 року галерея була основним організатором виставки — потім право організації було передано Угорщині, де в 1973 році пройшла дана виставка (в Музей Саварії в Сомбатхеї); у 1975 році виставка пройшла в Австрії, в палаці в Айзенштадті. У 1973 році в Мурска-Соботі вперше була організована югославська бієнале малих пластичних форм (скульптур) — «Jugoslovanski bienale male plastike». З 1999 року дана бієнале була перетворена в Загальноєвропейську трієнале малих скульптур; у 2001 році 1-а Міжнародна трієнале малих скульптур була організована в якості продовження 13-ї бієнале югославських часів.
До 1971 року музей вів свою діяльність у павільйоні Новака; в 1978 році він разом з обласною бібліотекою і провінційним музеєм — перебрався в Культурний центр Мурска-Собота, який став одним з перших подібних центрів в Словенії. Центр був перейменований в «Культурний центр ім. Мишко Кранеца» у 1983 році, а в пост-радянські роки, з 1992, муніципалітет Мурска-Собота створив незалежний громадський інститут — «Художню галерею Мурска-Собота». 17 квітня 2007 року муніципалітет Моравське Топліце (Občina Moravske Toplice) приєднався до установчого акта — він став співзасновником галереї. З 1980 року галерея розміщується в центрі міста, на вулиці Кочлева — поруч з Площею культури (Trgu kulture) та обласною бібліотекою. У будівлі регулярно проходять тимчасові художні виставки — в тому числі і творів сучасного мистецтва, створеного регіональними авторами.